# LP Viesti Salo
Maillots
LP Viesti Salo est un club finlandais de volley-ball fondé en 2008 et basé à Salo, évoluant pour la saison 2020-2021 en LML.

## Palmarès
- Championnat de Finlande
  - Vainqueur : 2009, 2010, 2011, 2012, 2013, 2014[2]2015[3]2017[4]2019[5]
  - Finaliste : 2001, 2003, 2006, 2007, 2016, 2018[6]
- Coupe de Finlande
  - Vainqueur : 2002, 2004, 2007, 2008, 2009, 2010, 2011, 2014[7]2015[8]2016[9]
  - Finaliste : 2001, 2005, 2006, 2012, 2013, 2019.

## Entraîneurs successifs
- 2011-2012  Teemu Sarna
- 2012-2016  Kari Raatikainen
- 2016- ...  Tomi Lemminkäinen

## Historique des logos

Ancienne logo
logo de  LP Viesti

## Effectifs

### Saison 2020-2021
| No                                     | Nom                                    | Date de naissance                      | Taille                         | Poids                          | Poste                          |
| -------------------------------------- | -------------------------------------- | -------------------------------------- | ------------------------------ | ------------------------------ | ------------------------------ |
| 1                                      | Viktoriia Tuchashvili                  | 29 mars 1981                           | 180                            | 70                             | Passeuse                       |
| 3                                      | Anniek Siebring                        | 13 mai 1997                            | 178                            | 69                             | Réceptionneuse-attaquante      |
| 4                                      | Noora Kosonen                          | 25 septembre 1993                      | 182                            | 65                             | Réceptionneuse-attaquante      |
| 5                                      | Anna Syrjälä                           | 20 septembre 1999                      | 165                            |                                | Libero                         |
| 6                                      | Netta Laaksonen                        | 2 mars 2001                            | 173                            | 60                             | Réceptionneuse-attaquante      |
| 7                                      | Anna Czakan                            | 19 juillet 1996                        | 183                            | 66                             | Centrale                       |
| 8                                      | Arita Ternava                          | 15 juin 2002                           | 179                            | 68                             | Centrale                       |
| 9                                      | Iina Andrikopoulou                     | 24 mai 1998                            | 181                            | 73                             | Attaquante                     |
| 10                                     | Teija Vuorenmaa                        | 27 mai 2002                            | 182                            |                                | Centrale                       |
| 11                                     | Beth Vinnell                           | 1er janvier 1996                       | 189                            |                                | Centrale                       |
| 12                                     | Saana Virtanen                         | 14 août 2003                           | 182                            | 64                             | Passeuse                       |
| 14                                     | Nea Haatainen                          | 26 septembre 2000                      | 185                            | 70                             | Centrale                       |
| 15                                     | Linnea Kuusela                         | 20 août 2002                           | 176                            | 68                             | Centrale                       |
| 17                                     | Caroline Pearson                       | 24 août 1997                           | 176                            |                                | Passeuse                       |
|                                        |                                        |                                        |                                |                                |                                |
| Encadrement technique                  | Encadrement technique                  |                                        | Légende                        | Légende                        | Légende                        |
| Entraîneur : Tomi Lemminkäinen         | Entraîneur : Tomi Lemminkäinen         | Entraîneur : Tomi Lemminkäinen         | : Capitaine                    | : Capitaine                    | : Capitaine                    |
| Entraîneur(s) adjoint(s) : Janne Harju | Entraîneur(s) adjoint(s) : Janne Harju | Entraîneur(s) adjoint(s) : Janne Harju | : Joueuse blessée actuellement | : Joueuse blessée actuellement | : Joueuse blessée actuellement |